# 南京事件の証言
南京事件の証言では、南京事件の証言について解説する。

## 日本人による証言

### 東京裁判
東京裁判に出廷した日本人証言は宣誓した上で証言し、かつ検察官による反対尋問が行われた。南京事件において弁護士が用意した、これら被告人側の証人さらには口供書の提出者はいずれも日本政府出身者、日本軍元将校(一般兵士はいなかった)ばかりで、あとは元々政治的･思想的に被告人松井に同調して活動していた民間の人間が若干いただけであった。なお、被告人側弁護士は検察官側証人である外国人証人3人全員と中国人証人5人の内3人に対して反対尋問を行い、残り2人の中国人証人に対する反対尋問を放棄している。
- 上海派遣軍法務官兼検察官の塚本浩次は「私の処断した事件の中に将校は四、五人いたと思うが、その他は兵卒による散発的な事件が大部分であった。罪種は主として掠奪、強姦であり、傷害、窃盗は少なく、それに起因する致死は極めて少なかったと記憶している。殺人も二、三件あったと思うが放火犯を処断した記憶はなく、また集団的虐殺犯は取り扱ったこともない」と証言した[1][4]。
- 中支那方面軍参謀の中山寧人は当時情報収集を主務としていた[4]。中山は「南京に数回行ったが、世に言われるような大事件は、当時聞かなかったし、また見たこともない。」「巡察の際見た二箇所の死体はいずれも軍人の死体であり、南京の城内でも城外でも、民間人の死体は見たことがない」と証言[1]。また南京事件を聞いたのは終戦後であるとし、南京事件なるものは、次の4つに区分して考える必要があり、1)市民に対する虐殺事件は「絶対にそういうことはない」、2)俘虜の虐殺は「誤り伝えられた外に、これもない」、3)外国権益、特に財産に対する侵害は一部にあったが、中国兵がやったのか日本兵がやったのかは不明である、4)婦女子に対する不法行為および掠奪は「小規模においてはあったと考え、はなはだ遺憾に思う」と宣誓供述書で証言した[4][5]。
- 中澤三夫第16師団参謀長は「日本軍人による物資取得の事実は、憲兵から少数の通報を受けた。しかし、住民の逃亡とともに資材もほとんど搬出されており、家屋も空家同様のものが多かった。従って組織的、集団的に掠奪したという事実は全く聞知しないし、勿論司令部として、かかる不法行為を命令し、默認し、許容した事実は、全くない。中国の戦場における掠奪、破壊は大部分が、退却する支那軍に続いて挺身闖入する窮民の常套手段である、ということを私は掠奪の被害者である支那人から直接聞いている。（略）南京で日本軍によって計画的な強姦が行われたという事実は、全くない。少数の散発的な風紀犯はあったが、それらはすべて法に従って処罰された」と証言[1]。
- 松井石根大将・中支那派遣軍司令官は「当時、自分が我軍将兵の軍紀風紀の粛正、その他右目的達成のため執った諸般の処置については、先に証人中山寧人が詳細に証言しているので、再説はしない。自分の南京占領に対する周到な配慮に拘らず、占領当時のこうそうたる状態における、興奮した一部若年将兵の間に忌むべき暴行を行った者があったらしく、これは自分のはなはだ遺憾とするところである。ちなみに南京陥落当時、自分は南京を去ること略々140マイルの蘇州で病臥中で、自分の命令に拘らずこれら暴行が行われたことは知らず、また何等の報告に接せず、17日南京入城後初めて憲兵隊長よりこれを聞き、各部隊に命じて、即刻厳格な調査と処罰をなさしめた。ただし、戦時における支那兵および一部不逞の民衆が、戦乱に乗じて常習的ノ暴行掠奪を行うことは周知の事実であって、南京陥落当時の暴行掠奪も支那軍民の冒したものも、また少なくなかった。これを全部日本軍将兵の責任に帰そうとするのは、事実を誣いるものである。（略）南京陥落後昭和１３年２月まで上海に在住したが、その間、12月下旬南京で若干の不祥事件があったとの噂を聞いただけであって、何等このような事実について公的報告を受けたことなく、当法廷で検察側の主張するような大規模な虐殺事件に関しては、1945年終戦後東京での米軍放送によって、初めて聞き知ったものである（略）南京攻略戦闘に際して、支那軍民が爆撃、銃砲火等によって多数死傷したことはあっただろうけれども、検察側が主張するような、計画的または集団的虐殺を行った事実は断じてない」と証言した[4]。不作為による致死も保護責任者遺棄致死のようなものであれば故殺(故意による殺害)の一類型とみる英米法の裁判官が多い東京裁判において、松井は他の訴因全てが退けられながら唯一この南京事件に関し不作為による責任を問われBC級戦犯に該当する形で有罪となり、処刑された。なお、巣鴨拘置所の教誨士である花山信勝によれば、判決が出た後は、松井は南京事件の存在を認める形で、お恥ずかしいかぎりです、皆を集めて泣いて怒った、ところがこのことのあとで皆が笑った、或る師団長の如きは「当り前ですよ」と言ったと、花山に語った[6]とされる。
- 当時、中支那方面軍参謀副長として松井石根の下にあった武藤章大佐は1946年4月22日の東京裁判に備えた国際検察局の尋問で、自分らが入城したのは南京陥落の数日後で市内は既に清掃されていて伝えられるような程の数の事件があったとは信じられないとしながらも、彼自身も松井も10-20くらいの事件があったと報告を受けた事、また実際に軍事法廷が開かれ10-20くらいの数の裁判がかけられていた事、自分が確かに知っている法廷はそれ一つだが他にも複数あったと信じている事、またさらには一つの事件で10人かそれ以上の人数が裁判にかけられているものもあった事を述べ、日本軍について、シベリア出兵以来質が悪くなり、略奪や強姦を行うようになったと述べている[7]。また、松井石根については、報告を聞いて激怒し、事件の調査と犯人の処罰を直ちに命じたと、武藤は述べている。東京裁判では、彼自身は、この南京での事件や戦争開始責任については当時の地位がそれほど高くなかったとして無罪とされたが、フィリピンやインドネシアでの虐殺事件の責任を問われ、BC級戦犯に該当する形で有罪となり処刑された。

### 虐殺があったとする証言
実際に従軍した元日本軍人、外交官、報道記者などの証言が多数存在する。ただし、証言者によって目撃した事件や現場、被害者はそれぞれ異なることに注意。
陸軍
- 谷壽夫は当時陸軍中将。第10軍隷下第6師団長。南京攻略時、南側より南京城を攻めた。戦後、日本で南京事件の責任者の一人として逮捕、南京軍事法廷に送られた。当人は自身の部隊は軍紀厳正で虐殺はしていないとしながら、中島･末松らの部隊が行ったものだと主張した[8]。これは司令官クラスで公に南京虐殺の存在を認めた唯一のものだとされる。
- 中島今朝吾は事件当時陸軍中将。南京攻略時、第16師団長として北側より南京城を攻めた。その日記がジャーナリストの木村 久邇典が中島の評伝をまとめるために遺族に取材をしていた際に提供され、中央公論の助けを得て分析された。その日記には、この戦いにおいて捕虜を取らない方針であること、麾下の佐々木到一少将等の部隊がそれぞれ捕虜を千や万を超える単位で処理したものがあること、彼自身も七、八千人の捕虜をまとめて「片付くる」予定だが、それには「大なる壕を要し中々見当らず」代案を考えていること、刀の使い手が来たのでたまたまいた捕虜７人を試し斬りに使ったこと等の記述がある[9]。なお、中島は掠奪に積極的に参加しており、南京の国民党政府の宝物類を組織的に掠奪している。一方、他の将兵の掠奪については、日記に、他の部隊の士官･兵士が中島の管轄地域にまで入って盗みを働くこと、しかも司令部の標識が出されている建物でさえ平気で盗みを働くことが、頻発していることに驚き、本人自身の管轄地域で行う分にはよいが其処までいくと行き過ぎだと非難している[9]。また、掠奪について松井大将が「(国民党政府の財宝類の)かっぱらいの主人は方面軍の幕僚なりと突込みたるに、是はさすがにしらばくれて居りたり」(←この記述から中島自身が財宝類の盗みを働いている幕僚らの黒幕であると思われる。)と書き、さらに中島は一流ホテルから掠奪した家具を自身の南京での居所に運び込んでおり、｢（松井大将が）家具の問題も何だかけちけちしたことを愚須愚須言い居りたれば、国を取り人命を取るのに家具位を師団が持ち帰る位が何かあらん、之を残して置きたりとて何人が喜ぶものあらんと突ぱねて置きたり」と述べている[9]。
- 田中隆吉は憲兵隊を統括する兵務課長、さらに兵務局局長を太平洋戦争中の東条首相当時務める。その際、各種報告書を見たという。また、陸軍内に人脈も広い。双極性障害があり、その症状として見られることがあるとされる驚異的な記憶力を持つ。東京裁判に備えたGHQ検察局の尋問で、南京事件当時の総司令官である松井大将がやめさせようとしたが彼の力ではできなかったので其の責任を負わねばならないだろうと語っていた事、中島今朝吾中将が蒋介石の住居から大量の財宝を持ち帰ったことを調査した事、佐々木到一中将が誰よりもひどい人物だったと思う事、その他に谷壽夫中将、柳川中将の軍、朝香宮の軍も問題のあったものとして挙げて、証言している[10]。
- 佐々木到一は、南京攻略時中島今朝吾中将の麾下で歩兵第30旅団長(当時少将)を務める。中島今朝吾日記で門で1万5千人を処分したことを聞いたと書かれた人物。南京警備司令官となり、南京城内の敗残兵剔抉を担当。本人の書いたものによれば、12月22日粛清委員長となり、24日査問開始、1月5日まで続く[11]。敗残兵ばかりでなく、些細な理由を根拠に単なる住民･難民も多数剔抉され連れ去られたが、その後無事に帰らされた者は少数とされる。南京全体での大量虐殺の証言は多く、佐々木による剔抉もはじめから殺害の予定であったケースが殆どであった事が疑われるが、他の者が行った虐殺との区別も困難である。捕らえられた者たちの裁判が行われた記録も少ない。敗戦とともに、軍や政府の命令で、南京においても関係諸機関の資料が証拠隠滅のため廃棄･焼却されたために、文書の形での物証は殆ど残っていないが、逆に彼の措置が問題なかった事を示す資料も殆どない。憲兵を統括する兵務課畑の長い田中隆吉は、GHQ検察局の尋問に対し、佐々木が誰よりもひどい人物だったと思うと答えている[10]。佐々木の死後、遺族のもとにあった遺稿が出版された。(本人の回想自伝と通常解されているが、厳密にいえば、回想記か日記体風の自伝的小説か分からない｡）その中では、南京攻略戦で戦闘に激昂した兵士が降伏してきた敵兵を上官の制止も聞かず殺した事件のことや、南京陥落後の査問等による拘束者については”収容”という語を使っているが、城外近郊で捕捉した敗残兵については下関で何千人”処分”した[11]と書いている。
- 畑俊六(松井石根の後任の中支那派遣軍司令官、事件当時は陸軍教育総監)は、日誌の1938年1月29日の箇所に、「支那派遣軍も作戦一段落と共に軍紀風紀漸く頽廃、掠奪、強姦類の誠に忌はしき行為も少からざる様なれば、召集予后備役者を現役兵と交代せしめ、又松井大将も現役者に、又軍司令官、師団長等の召集者も逐次現役者を交代せしむるの必要あり」と、松井司令官の更迭を杉山元陸相に進言したことが書かれている[12]。なお、畑自身は表向きには、東京裁判時に南京事件について「夢にも考えていなかつた。南京に到着してみても、なんの痕跡もなかつたし、人の耳にも入つていない。ところが、裁判が始まると虐殺の証拠が山のように出された。」と述べて、自身が事件に頬被りしていたことを誤魔化した上で、「いまにして思えば、虐殺も若干行われたことを私も認めている。掠奪もたしかに行われていた。」として、これらの証拠が全体としては誤りではないことを事実上認めている。
- 小川關次郎は第十軍(柳川兵団)に同行した法務官。その陣中日記には、上海から南京及び其れ以降における日本兵の行った暴行･窃取･掠奪･強姦･殺人･放火また日本軍内部では上官脅迫が記されている。事態を憂慮しつつも、とくに南京あたりからは個人判断として強姦は悪質なものを除いて裁かないことにした(このため憲兵からは苦情を受けている)等の記述が見える。短期間いた南京自体では裁判について触れられていないが、南京出立後、彼の下に送致されてくる事件が行った先での事件か南京から追って送られてきた事件か不明である。また、南京への途上で度々国際問題になることを恐れて証拠隠滅策を講じることを献策している[13]。
- 元教育総監真崎甚三郎大将は、上海派遣軍を視察してきた衆院議員の江藤源九郎予備役少将の報告を聞き、1938年1月28日の日記に「軍紀風紀退廃し、これを建て直さざれば真面目の戦闘に耐えずということに帰着せり。強盗、強姦、掠奪、聞くに忍びざるものありたり」と記している[12]。
- 航空兵団所属田中大尉よりの通信。下関の揚子江に突出してゐる桟橋の端で、捕虜や敗残兵を斬殺及び銃殺で処分している所を見て来たとし、河には「あるある首のない奴、首ばかりの奴何百と浮きつ沈みつしています」と、当時極秘扱いとされた文書で述べている[14]。
- 秦賢介 は1957年、山田支隊が幕府山で2万人捕虜を虐殺したと書いた[15][16]。但し、両角連隊長は当人は現場にいなかったものの福島民友新聞「郷土部隊戦記」でこれは暴動のような状態になったため自衛発砲であったと反論している[16]。山田支隊に従軍した福島民報の箭内正五郎は、当時秦賢介は南京にも上海にも行っていないので、戦後兵隊が酒飲み話に話したことを書いたのだろうと述べている[16]。鈴木明は秦賢介の文はフィクションであるとし[17][16]、本多勝一も「不正確な伝聞」と評し[18]、板倉由明は秦賢介は「ニセ証言者」と否定した[19]。(ただし、小野賢二の当時の兵士に取材した研究によれば、初めから処刑のための準備がなされていたとする。また、清水潔の調査によれば、両角連隊長の主張は戦後だいぶ経ってから加害者側の自己弁護として言い出されたものであり、自衛発砲説の方が寧ろ信頼できない説とされている[20]。)
- 田所耕三 は1971年に『アサヒ芸能』で、「私らは下関（南京城西北端の船着場）にいた。鉄条網の鉄条を外して、捕まえた連中を十人ぐらいずつ束にして、井げたに積み上げて油をかけて燃やしちゃった。（略）女が一番の被害者だったな。年寄りから何から全部やっちまった。トラックで部落に乗りつけて、女どもを略奪して兵隊にわける。兵隊十五人から二十人に女ひとり。支那の女は技術はうまいね。殺されたくないから必死なんだろうけど、なかなかいい」「見せしめの為に捕虜を傷つけることもやった。耳を削ぎとる。鼻をけずる。口の中に帯剣を差し込んで切り開く。目の下に帯剣を横にして突っ込むと、魚の目のようなドロリとした白いものが五寸くらい垂れる。こんなことでもやらないと、ほかに楽しみがない。上陸以来久しぶりの遊戯なんだから。将校？知らんぷりをしていたな」と証言[21][22]。その後、田所証言は洞富雄、アイリス・チャン[23]、本宮ひろ志の『国が燃える』で引用された。またニューズウィーク1997年11月30日は田所証言（第114師団)を紹介しながら、1971年のインド・パキスタン分離独立でのパキスタン軍兵士によるベンガル女性への集団レイプを除くならば、南京事件での集団レイプは世界史上最大だったと主張した[24]。しかし、板倉由明によれば、水戸の兵士なら第102連隊で下関までは行っていないし、また数日後には南京から転進しており、証言は信憑性がないとして「ニセ証言者」であると主張した[25]。ただし、兵士たちが時間の空いたようなときに他の部隊の管轄する地域にも遊びで行くようなことがよくあることは佐々木倒一の私記でも書かれている。阿羅健一の主張では、後に彼が田所に面会すると「（ルポライターが）南京での残忍な話に執心するので、しばらくして南京での作り話をしてやると、ルポライターは目の色を変えてそれらを書き留めだした。その態度を見て、わたしはいっそう膨らまして話をした。ルポライターはさらにのってきた。それがあの証言で、私自身は城内に入ってもいなければ、下関にも行っていない。あの話はまったくのウソなのだ」と言ったとする[26]。
- 赤星義雄 （歩兵13連隊二等兵）は1979年、創価学会青年部反戦出版委員会本で、14日下関の揚子江岸で「広い川幅いっぱいに、数え切れないほどの死体が浮遊し」「5万人以上」「ほとんどが民間人の死体」が流れていた、と証言[27]。板倉由明は、流速は時速数キロとみて数時間たてば南京から見られなくなる。水は濁っており一部しか水面上に出ていない水死体を遠望して軍民別、年齢などが解かるわけがない。下関は中国軍によって焼き払われ住民は避難していたと思われる、城門は9日に閉鎖され住民は出入りできない状態だった。揚子江上にいた米、英、日の艦船、連絡線乗組員、便乗の新聞記者、碇泊場司令部の日記にはこのような記録がない、等の疑問点を挙げた[28]。(対して、あまりに死体が多く屡々絡み合って停滞することは考えられる又は虐殺が続き次から次へと大量の死体が流されていた可能性がある、下関はもともと揚子江を渡ろうとしていた住民が殺到していたし建物等は１２日でも半分程度しか焼き払われていなかった、他国艦船は上流に避難しており遅れて南京に戻っている等の点が無視されていることが指摘しうる。）
- 高城守一  (輜重6連隊小隊長)も同創価学会青年部反戦出版委員会本[27]で、南京に2日いた。1937年12月14日下関（シャーカン）の兵站まで物資を取りに行った。下関には数隻の輸送船、護衛艦も見えた。揚子江に「民間人と思われる累々たる死体が浮かび」「十名前後のクーリーが射殺されるのを目撃した」「おびただしい糧秣が揚陸されていた」と証言。しかし、板倉は、軍艦の突入が12月13日15時40分で、「軍艦以外の貨物船などが南京まで運航するのは、機雷除去が進んだ18日以降であり、14日というのはおかしい」と批判[29]。(しかし、当時の新聞記事によれば軍艦が13日夕には下関あたりに来ており、記者がどの程度実態を把握しうるかはともかくとして、それは機雷除去を順調に果たして遡上し、着いたものとされている。そもそも機雷除去が済んだのは18日乃至その直前とすることに何ら根拠を挙げておらず、自身の結論に合わせて勝手に作った自説と思われる。）
- 中川誠一郎(仮名、野砲六連隊) も同創価学会青年部反戦出版委員会本[27]で中華門攻撃に加わり陥落後、「南京城を素通りして、ただちに蕪湖へと向かった」「途中の下関で、延々と黒焦げの何百台という自動車と何百人にのぼる住民の死体を見た」「『この肉もうまいぞ』と出された肉を何人かの兵が食べた」「それは中国兵の大腿部の肉だったと後で聞かされた」、と人肉食を証言した。秦郁彦はこの証言者の「老農夫をなぐり殺したシーンも見た」「二百人近い敗残兵・・・“捕虜をつれて戦ができるか”と一喝され、数日後に皆殺しにしたと聞かされた」との回想を、下関釈放捕虜の行く末だった可能性が高いとして採用[30]。中華門は南京城の南端で、蕪湖は南京の南南西90キロ辺りにある。下関は南京の北西端城外であるため、もし素通りしていれば下関は通らない。応召し砲の取扱い訓練も経ずに6日後には分隊長となり、蕪湖では野砲を離れ宣撫班の班長になったと、軍歴はやや不自然である（ただし、元々の兵歴記載は無い。）。
- 中山重夫（陸軍戦車隊の上等兵・修理兵）は、1984年6月23日の朝日新聞で「南京入城の２日前、郊外の雨花台で」「白旗を掲げて来る中国人を壕の上に座らせては、日本兵が次々に銃剣で刺し殺していく。一突きでは死に切れず苦しんでいる人を軍靴で壕にけ落としては土をかける。年寄りであろうが、子どもであろうが見境なしの殺りくが続いた」「４時間余りも凝視していた」と証言、戦争の語り部として記録映画なども紹介された[31][32]。しかし、その後の畝本正巳や板倉由明の調査で、中山が所属していた戦車第一大隊（岩仲義治大佐）は中山門正面で戦闘をしており、雨花台で目撃することは場所的にも時間的にも不可能ではないかとの指摘があった[33][32]。また田中正明が朝日新聞に事実確認を依頼すると拒絶された[32]。
- 曽根一夫 は1984年頃、 手記で、分隊長として面子から捕虜の斬首をした、分隊の先頭を決死の渡河をした、分隊員を率い掠奪、（分隊員の後で）輪姦、殺人をした、等々と記す[34]。 笠原十九司が執筆した教科書『世界史B』(平成5年検定)は曽根の文章に似た文を引き、“掠奪”は軍の命令だった[35]とした。板倉は原本提示を要求したが、笠原も一橋出版も無視した[36]。板倉は文部省に改定を要求し、『諸君！』に論考を発表するなど各方面へ働きかけて、出版側は「命令」が曽根本からの引用であることを認め、内容も修正された[37]。
もともと曽根一夫は戦友の名誉を守るためとして所属部隊については明かしていなかった[38]。 板倉由明によれば、曽根に取材を断られたことから調査を行い、その結果曽根は手記にあるような歩兵隊の分隊長ではなく砲兵隊の馭者であったとする。但し、その調査は戦友会名簿から曽根と同じ字(アザ)出身の6名に尋ね２名から曽根が歩兵ではなく砲兵と聞いた[38]、別ルートからもその人物を知る人に会えた[38]というものだが、板倉自身がこの地域に曽根姓が多いことを述べており[38]、彼らの言う曽根が果たして問題の曽根一夫であるのか、単なる同姓同名ではないのか、判然としない。この当時一般に第三者による住民票調査に対して自治体の規制が緩やかであった頃だが、板倉は曽根の親族等への確認を行った形跡はない。板倉は当時の曽根の写真の襟章が白っぽく見えるところから、砲兵の襟章は黄色であるためで曽根が砲兵であったことは間違いないとしている[38]。その一方で、板倉自身が、連隊にいた元兵士から提供された昭和13年の編制表では曽根一夫は観測班徒歩通信手となっていたとし、これらの食い違いを放置している。この時期、曽根自身が体調を崩して入院し其の儘亡くなったともいわれ、本人乃至その親族への確認はない儘となっている。
また板倉は、曽根の身元だけでなく手記の内容そのものも否定し、馭者である曽根が南京辺りであまり出歩くことがあるとは考えられず掠奪などありえないとする。その証として、例えば曽根が南京の光華門で辻･街角と書いているが、此のあたりに人家など無いからこれを虚偽とする。但し、板倉は清野戦術(焦土戦術)で人家が焼き払われたことを人家がなかった根拠とするものだが、むしろ曽根は焼け跡を見てそれらを辻や街角だと述べている。また、板倉は曽根が死体が散乱していたと述べていることに対し、清野戦術で人が追い払われていたから死体がある筈がないとしている。これは近郊農民も全て清野戦術で焼け出され南京城内の安全区に全て逃げ込んだ筈だとする板倉本人の自説に基づく主張であり、南京城外には通常の農民の居住者はもとより、寧ろ城内から逃れ出てきた市民、また他地域から日本軍を逃れて流入してきた難民も多数いて、南京城外にも幾つかの難民集落さえあった事実を無視している[38]。
また、日本軍が補給を無視して南京に進軍したことが糧秣に欠ける現地部隊の掠奪やそれに伴う非行を招き南京での軍の非行に繋がったとする曽根の主張に対し、板倉は当時の兵士の日記等を根拠に南京に向けて出発した当初の11月半ば頃の時期が補給が最悪でその後は改善されており、曽根の説明は糧秣欠乏の時期が半月ずらされており[39]、虚偽とする。しかし、軍中央の命に背いて事前に計画も無かった南京に進軍を始めながら補給が改善されるとは考えにくく、まさに曽根の述べる通りに、南京進軍途上のあらたな土地での掠奪により補給状況が改善された可能性が高く、実際に､『第九師団戦史』に殆ど糧秣の補給を受けることなく、専ら現地調達の物資だけに頼って追撃を実施しなければならなかったこと[40][41]や、山砲兵第19連隊のある兵士の日記には16日から中国人家屋から徴発を始め、25日には酒の掠奪ができることを喜ぶ者が出るまでになっていることが書かれている[42]。
さらに、板倉は、曽根が糧秣の受取に下関地区に行った際に南京城内を斜めに突切って目的地にまっすぐ向かわずに城壁の外側に沿ってわざわざ北回りに下関に行ったこと、帰路は下流側に迂回してさらに遠回りで帰ったことを理由に、手記を偽り[38]としている。が、曽根は手書きの地図を渡されただけで、南京城内の道路と多数存在する門の位置関係が分かっているわけではなく、確実に下関に行こうとすれば寧ろ城壁に沿って行くのが自然である。また、往路は焼けた瓦礫が道路にも散らばり進みにくかったとあり、荷物が増えた帰路はそれを避けたものと、普通に手記の理解が可能である。また、板倉は糧秣受領は輜重や主計･大行李などの仕事であり事件当時の他の者にも糧秣受領に出たものはいなかったとしているが、逆に曽根が馭者であったならば輜重部隊から協力を求められた可能性もある。先の編制表での通信手との記載の食い違いなどもあり、確かな人事の動きやこの時期の扱いについての確認が必要である。
板倉は曽根の糧秣受取に関し下関が兵站基地になったのは12月下旬以降であるから偽り[38]とするが、もともと下関は水上交通主体とはいえ物資の集積地であり倉庫等が蝟集し、以前からの中国側の物資や日本軍が既に陸路で運び込んだ物資が集積されていた可能性がある。米人記者ダーディンによれば12日段階で下関の施設は清野戦術による焼き払いにもかかわらず、まだ半分程度残っていたとされる[43]。現に、のちにマギー神父は下関に残る外国人資産と現地人資産の区分のため、下関への同行を日本側から求められている[44]。また、下関の水上輸送が回復したのは12月下旬以降とする説は、あくまで後記の梶谷日記にあるように、明らかに下関地区における死体の片付けの終了後、18日に停泊場の看板上げをし、その後本格稼働したと考えられるためであるが、板倉は特段の根拠なくそれまでは機雷除去がすんでいなかったという前提を設けて、それゆえ下関地区に艦艇は機雷を強行突破しかまわず来ていても商船は全く来ていなかった筈という自説に基づく主張をしている[45]。実際には、たびたび揚子江岸や下関では捕虜の処刑や敵死体の持ち込みが行われており、後記の太田供述や梶谷日記に見られるように、12月下旬以前から死体片付けと一部水上輸送を度々繰り返しており、また、近辺に商船が待機していた可能性も高い。現に、太田日記では商船に便乗して、太田はいったん15日夕に下関に来ている。また、当時の新聞報道からは、海軍による機雷除去や水上封鎖の除去は13日の南京到着までに順調に進んでいるように見える。そのほかには、下関大虐殺[46]、戦友の残虐談・部落襲撃もその戦友らは否定している[47]、日記も創作であった[48]とする。
一方で、秦郁彦は「ほぼ（事態を解明したいとの）要望に答えてくれる絶好の証言記録」として評価し[49]」、他の「伝聞記[50]」でなく曽根手記から捕虜殺害例[51]、紫金山付近の住民殺害[52]、クーニャン狩り[53]、残虐行為の心的要因[50]に引用した。板倉由明は秦に曽根手記の全削除を要求した[54]。
- 東史郎 は1987年頃、日記を日本共産党の新聞赤旗に連載し、自著『わが南京プラトーン―一召集兵の体験した南京大虐殺』を刊行[55]。証言では、1938年1月23日、南京転出のため立寄った下関と思しき波止場で、なぎさに敵兵の死体が山となって転がっており、毎日トラックで敗残兵で積んできた奴を河の中へ突き落とし射ち殺すのだと、その兵士から聞いた。
産経新聞によると、隠れている女の子を見つけると犯した、1人ではなく5人で犯した、その後は殺し、火をつけて燃やした、罪悪感はなかった、上官の元陸軍第16師団歩兵第20連隊伍長が「中国人を郵便袋の中に入れ、ガソリンをかけて火をつけ、手榴弾を袋のひもに結びつけて沼の中にほうり込んだ」と証言した[56]とされる。しかし、元上官から名誉棄損で提訴された。1993年、笠原十九司は東史郎手記から農民虐殺について教科書『世界史B』に引用していた[57]が、上杉千年は出版社に対し、出典を示せ、裁判で係争中の東日記からの引用であれば不適切だと主張[58]し、さらに、板倉は出版社に8回以上のファックスや電話で「勝手にデモでもかけなければだめか」と伝え、教科書編者の笠原十九司には「こちらから出向く」と簡易書留を送ったという[59]。板倉は、停泊場司令部は12月28日までに港湾の死体処理を終わらせた[60]、敗残兵の掃蕩も第二次便衣狩りが1月5日に完了している[61]という自説に基づいて、東史郎証言をその内容が抵触するため事実に反するものと主張した。前記名誉棄損裁判に批判的な立場の者からは、もともと日記は仮名で書かれており、当人と目される人物も無関心であったところ、板倉自身も加わった周辺の者の奨めによって、裁判自体が起こされており、前記教科書を内容の真偽をめぐる裁判が係争中であると抗議して、内容を差し替えさせる目的であり、裁判に藉口して言論、表現、出版の自由を妨害しようとするためのマッチポンプだとして批判された[59]。板倉は、教科書中の証言内容の引用を、自説を前提に、検証なき引用[62]と主張した。元となった東史郎手記は戦後、本人が浄書したもので原本は紛失していた。板倉はこれを何故浄書などしたのか、改竄に等しい行為と非難した。これに対し、本人が浄書するのが何故いけないのか、松井大将も裁判準備用に自身の日記をまとめていた、それをも非難するのかとの反論を、板倉は東支持者らから受けた。さらに、板倉は裁判にあたって、南京大虐殺が無かったことや東史郎手記の誤りを証明できる別人の資料が発見された、これが裁判を起こす決め手となったとして雑誌等で喧伝していた[63]。しかし、原告側は、東側からこの資料の不審な点を指摘され、説明ができなくなり、抄録については他の者がまとめ直したものであることを原告側は認めるに至った[59]。さらに、そのおおもととなる元の日記の原本自体も、裁判前に関係者間でやり取りされる間に紛失していたことが東支持者側から日記の書き手へのインタビューにより明らかにされた[59]。しかし、教科書自体は抗議を受けて、東支持者らのいう所によれば、"板倉の狙い通りに"内容を差し替えられた[59]。名誉棄損裁判自体は、南京虐殺自体は裁判所で判断するところのものではないとされ、二審までに、上官がやったという、冬服の人間を郵便袋に入れての殺害は物理的に不可能であり、日記も数年後に書いたもので、元の手記も本当にあったものか疑わしいと判断され、被告側は上訴したものの損害賠償が最高裁で確定した[56]。これについては、厚手の冬服とはいえ大型の郵便袋に入れられないとは限らないという批判の他に、なぜ元の手記の存在まで否定するのか、原告側ですらそこまでは主張しておらず、さすがにこれは法的にも最高裁の勇み足ではないかとの批判、さらには、後から現物が発見されでもすれば裁判所にとってもいい恥晒しではないかとの声が出たという。その後、中国側研究者が日記の内容を検証、そこに書かれた習俗が実際に現地に存在している事を確認、少なくとも元となる手記が存在したことは間違いないだろうとしている。東は訪中するたびに、周囲の圧力を跳ね返して真実を認めた英雄として各地で歓迎を受け[64]、アメリカでも2015年、カリフォルニア州の公立高校の世界史の授業で東証言が教材として使用されている[56]。
- 太田寿男 が撫順戦犯管理所で1954年に供述した内容が1990年に報道された。（産経新聞1990年9月4日。毎日新聞1990年12月14日夕刊[65]） 。供述では、A少佐は昭和12年12月14日から15日まで下関で死体処理作業に携わり6.5万の死体のうち3.5万人を揚子江に流し、3万体を対岸で焼却、太田は16日から18日まで1.9万人、A少佐は1.6万の死体を流した。南京碇泊場司令部が14万から18日までに処理した死体は10万人（産経新聞)[66]。同司令部以外の南京攻略部隊による5万人の死体処理と合計すると15万の死体を処理した[65]とする。
毎日新聞は、供述が事実なら、中国側「15万5千余」と合わせ「南京大屠殺30万」が証明されることになり、『侵華日軍南京大屠殺史稿』他に要旨を載せたと報じた[65]。これに対して、板倉由明は梶谷日記の12月25日に｢常熟より太田少佐外来る｣とあり、板倉はこれを太田少佐がそれまで現場である下関に全くいなかったものと考え、したがって太田少佐には死体処理に関わっていないアリバイがあるとして、太田が戦犯管理所で中国側の意を迎えて虚偽の供述をしたものと解した。これに対しては、死体処理の話自体は正しいものの単なる太田少佐の記憶違い(事件から17年後の1954年の供述)により日付等にズレが生じたものと見る説だけでなく、寧ろ太田少佐の記憶は正しく太田少佐は許浦鎮→下関(死体処理作業)→常熟→蕪湖と配属を移動し蕪湖への移動の途中で下関にまた立ち寄ったと見る説[67]等がある。いずれにせよ、太田少佐は陸軍船舶輸送司令部(陸軍の海上･河川等の水上輸送を担当する部署)に所属しており、常熟･下関間を輸送のために往来したり河川港の死体処理の為に駆り出されたりすることに何ら不思議はない。
当時、揚子江は冬の渇水期で日に日に水位が下がっており、日本軍が揚子江に流したつもりの死体があまりに多すぎて互いに絡み合い、河底や河辺にひっかかり、水位の低下とともにそれらが水面に顕われるに連れ、桟橋や河岸に輸送船が接岸できなくなるため、死体処理を行わねばならなくなったと伝えられる[68]。また、これらの処理は度々行われた可能性がある。現に、南京陥落直後は下関地区で敗残兵狩りに携わっていた梶谷も、他の同輩らが去ったと見られる26日以降になって、新たに必要となったとみられる1000体ほどの死体処理に携わっている。
板倉は、死体処理は梶谷日記にある梶谷の部隊だけが行った26日以降の1000体のみで、それまで開設準備多忙のために死体処理には取り掛かれなかったと主張、太田の供述は後から見聞きした話を元に作話したものとし、毎日新聞社の報道や対応に抗議しているが、社は謝罪しなかった[69]。板倉は太田の供述は「客観的に信憑性ゼロ」と主張している[70]。産経新聞は部下の日記を下にしたとして信憑性を否定した[66]。毎日新聞は「内容は信用できる」と報じた[65]。江口は板倉への書簡で、梶谷日記(の内容)に触れないことは説得力に欠けると考えており、竹田昌弘記者から毎日が梶谷日記に触れなかったことについては説明を受けたこと、また同記者には自分のコメントの表現がより断定的になっている事に苦言を呈したがこれ以上毎日と争うつもりはないこと、しかし板倉がこのことを問題にすることに自分の書簡等を使う事は書簡を編集等せず原文通りに使う分には差支えないことを伝えた[71]とされる。後に毎日は梶谷日記についても報じた[72][73]。一方、早稲田大学教授中原道子は太田の供述を“真実”とする[74]。板倉は中原の著作7論点11ヵ所に真実である証明を求めた[75]が、「日中両国の専門家の研究をふまえ」とのみ岩波側から回答があった[76]。中原は板倉の証明要求を「前向きで建設的な姿勢はいささかも読み取ることができ[77]」ないと言い、自らは「戦争を知らない世代に歴史の真実を伝える[78]」として板倉を一蹴した。
その後1993年に出版された南京戦史資料集第２巻を見ると、26日まで開設準備多忙のために死体処理には取り掛かれなかったとの板倉の主張には潤色があり、実際には18日には既に一通りの開設準備が終わり、19日からは板倉の表現では曖昧に業務と船の投錨となっていたものの、実際には荷揚作業もいったん本格的に開始していたこと、さらに梶谷日記に記載されたものだけでも22日にも使役兵を使って数百体の死体の揚子江投棄が行われていたことが記されていた。（26日の梶谷の死体処理は、太田供述にある18日までと梶谷日記にある22日に揚子江に投棄された死体が、河の水位低下とともに水面上に再露出したものである可能性が高い。）しかし、編集者は基本的に板倉の見解に立ち、その論拠は、梶谷日記を根拠として概ね以下の通り。①(本題とは関係ないが)太田は停泊場司令部は小舟で南京に着いたとするが、陸路到着しているという点で太田供述が一般的な信用性に欠ける、②太田は15日夕南京に到着し16-18日死体処理に携わったとするが、到着次第本来の輸送業務に着手する筈、③太田以前に安達少佐が6.5万人の死体処理をしたことになっているが、安達が実質行えたのは１日だけで6.5万体の処理は不可能な筈、④17~18日は佐官以上は入城式や慰霊祭参加で死体処理は不可能。
ただし、実際には、①太田の供述には、司令部が小舟で常熟を11日出発したとあるだけである、寧ろ梶谷日記では撫順で11日に部隊長らが明日来ると聞いて迎える準備を始め、12日同所で合流、13日自動車が手配できたので出発したとしており、太田の供述と一致している、また、南京までの距離を考えれば乗換えは当然と思われる、②下関地区にあった死体や市内から運び込まれる死体で道路が塞がり、それを撤去しないと物資輸送どころではなかったと考えられる、また、梶谷自身も15日は敗残兵の捜索等で本然の業務の筈の輸送業務に現に取り掛かれていない、③この部分はあくまで太田が安達から聞いた話である、また、梶谷部隊以外の安達少佐の部下は全て安達少佐自身も含めて当初から死体処理に従事していた可能性が高い、実際に13日夕を最後に梶谷日記から消えていた安達少佐や部隊長が、地区を分担とはいえ太田少佐が手伝いに入って余裕が出来たとも考えられる16日になって、ようやく梶谷日記に梶谷とともに下関地区を巡視する形で再登場してくる、④梶谷日記自体に入城式参加者は全体の1/3とあり、実際に幕府山の田山大隊長（少佐）は捕虜処分のため入城式に出席していない等、佐官以上は全て出席したとは限らない、まして太田はそもそも南京攻略戦の参加者ではなく、初めから死体処理の手伝いに南京に来ただけの者であり、板倉もそれを分かっていた筈である、全くの読者を欺くためだけの記述である。また、梶谷日記には16日に後続部隊来たるとあり、これが15日夕に下関に到着した太田少佐らのことで、死体処理の手伝いをして、その終了後、いったん太田は元の配属地区に戻っていた可能性がある。
- 船橋照吉 は、 1991年頃石原発言を許さない京都集会実行委員会の冊子『歴史を偽造するのは誰か？』で証言した[79]。しかし、板倉由明の主張によれば、当時改訂版を準備中の『南京戦史』の資料編に載せることも考えて文書や電話でいろいろ板倉が確認すると、基本的事項があやふやで、肝心の点は忘れたといい、板倉によれば証言に歩兵九連隊の実戦記録と異なる点があるものの、それへの説明もなかったとする。結局、板倉は資料価値無しと判断したものの、その後も船橋の方からコンタクトをしてきて、東史郎の悪口まで送ってきた上、結局、船橋は電話で別の者に自身が輜重特務兵であったことを告げたという。板倉は、輜重特務兵であれば(この板倉の説明も曖昧であるが）経歴の矛盾は少なくなるとし、(はっきり言えることとしては）自身でトーチカ攻撃をしたり、捕虜を機関銃で虐殺したのは架空の話となるとする(目撃した可能性は残る)。さらに、大小田正雄の立会の会談で、船橋は日記も偽造したものだと認めたと板倉はする。船橋は「東史郎、赤旗記者下里正樹（「隠された連隊史」著者）、吉田保（京都機関紙印刷センター代表）などに説き伏せられてイヤイヤやったものだ、とか、旅費は持つから中国へ行こう、と誘われた」とも語ったと、板倉はする。このようなことが起こることについて、板倉は、体験談を創作して、人気者になりたい、小遣いも稼げるという人間が現れるのであろうとしたが、もし、板倉の言った通りのことが実際に起こったのであれば、むしろ、この経緯は、船橋が南京大虐殺論に組しても大して利にならなかったため、今度は虐殺否定論に鞍替えを図ろうとしたことになる。であれば、板倉は、船橋が日記の偽造を白状したとするが、実際には、初めから虐殺否定論に鞍替えするための当人の持込ネタであった可能性が高い。また、東史郎らの言う「中国へ行く」とは、自らの行為の告白･謝罪のために現地訪問をすることであり[80]、板倉自身は東史郎の告白まで虚偽扱いしており気付いていないようだが、板倉の話が事実であれば、むしろ東史郎自身は、船橋が東史郎と同様な体験を持つ人間と本心から信じていたことになる。[81]
- 松岡環編纂の証言集「南京戦・閉ざされた記憶を尋ねて－元兵士一〇二人の証言」（社会評論社）が証言者を仮名にして2002年刊行された。取材記録自体はビデオ、写真等に録ってあるとされ、実際に一部はニュース・ステーションで関連して放送された。東中野修道と阿羅健一らの否定派が証言の一部の内容に不自然さや間違いがあると主張して批判しただけでなく、小野賢二らの虐殺存在派からも証言者の細かな誤認等をそのまま紹介しており、それがいわば虐殺否定派の口実として利することになりかねないとみるような批判があった。これに対し、証言を集める活動をしている市民団体のメンバーである林伯耀は、兵士たち自身の体験に係わるような部分については史料に基づいて否定派こそ実態を知らず誤っていることを示して反論、さらに単なる誤植による兵士の生まれ年の誤りを突いて揚げ足をとるような否定派のやり方への批判だけでなく、大虐殺否定派･存在派共に証言者の証言の重箱の隅を突つくような事をするのではなく、当人たちに当時伝わり、当人たちが信じていたままの証言を忠実に録る事こそ大切で、それらを突き合わせることで見えてくる真実があるのではないかとの反論をした[82]。

海軍
- 奥宮正武  は1997年の著書で、1937年12月25日、碼頭の下流の倉庫群に約30名の中国人が無蓋のトラックで運ばれ、構内の広場では、縛られた中国人十数名が軍刀や銃剣で惨殺され揚子江に投棄されていた。12月27日にも同じような処刑が行なわれていたので、混乱もなく中国人をどうやって連れてきたのかと、下士官に尋ねると、下司官は「城内で、戦場の跡片付けをさせている中国人に、”腹のすいた者は手を上げよ”と言って、手を上げた者を食事の場所に連れていくかのようにして、トラックに乗せているとのことです」と説明。また、日本刀や銃剣で処刑しているのは、弾薬節約のために上官から命じられたと答えたと証言[83]。
- 白露型駆逐艦4隻で編制された第24駆逐隊は、日本海軍の砲艦数隻と共に揚子江を遡上し[84]、南京戦に参加した[85][86][87][88]。2014年、海風（第24駆逐隊）の信号兵だった三谷翔は松岡環の募集に応じて、証言をするようになった[89]。証言によれば、12月12日の烏竜山砲台を揚子江から攻撃し、12月13日に中山埠頭の方から中国人の死体を載せた4隻の筏を目撃、陥落4日後の中山北路の広場にあった50〜60体の死体の山の「多くは老人や女性で、子どももおり、すぐに一般市民であることがわかった」との証言を中国網のインタビューに答えた[89]。12月18日午後、軍艦のブリッジで見張りをしていると、下関南岸から機関銃の銃声が聞こえたので望遠鏡で見ると中国人が処刑されていた、その後数日、朝から晩までトラックで20人、30人が連行され処刑された、「南京を離れたのは12月25日だが、それまで下関の岸では毎日こうだった」と証言[89]。三谷は「中山北路だけがこうだったわけでなく、南京全体が地獄だったはずだ。陸軍は恥知らずで、やりすぎた」と述べている[89]。江蘇省社会科学院の孫宅巍は、この証言は、時、地点、死体処理の方法など既存の大虐殺の史実と符合し、重要な史料的価値を持っていると評価した[89]。三谷は2015年に日本テレビのNNNドキュメントでもインタビューに答えた[89]。第24駆逐隊の戦闘詳報では、12月13日に南京陥落後、翌14日から12月末まで各艦ともパナイ号事件の後処理や南京警備任務に従事しており[90]、「イギリス海軍の砲艦ビー（英語版）[91]やクリケット（英語版）[92]、アメリカ海軍揚子江パトロール部隊（英語版）の砲艦オワフ（英語版）に遭遇」[91][93]、「陸軍に協力して陸戦隊派遣」「筏にて逃走する敵敗残兵攻撃」「下関浦口警備、桟橋修理作業員派遣」などの記述がある[94]。

報道員
- 今井正剛 (朝日新聞)は1956年に、（1937年12月15日夜）「数百人、数千人」の中国人が下関（シャアカン）、揚子江の碼頭で射殺された音を聞き、今井は「おそらくそのうちの何パーセントだけが敗残兵であつたほかは、その大部分が南京市民であつただろうことは想像に難くなかった」として、敗残兵でない者も含まれていたとした[95][96]。さらに、早朝に遺体を処理していた苦力たちも射殺され、ある将校は約2万人をやったと言った、として「完全な殲滅掃蕩」である、とした[95]。当時の新聞紙面にのった12月17日東京朝日新聞の座談会では事件について触れていない[97]。南京虐殺者数を限定する立場に立つ阿羅健一は、座談会に出席していた橋本登美三郎が、当時虐殺について聞いていないと戦後に自分に答えた、また、当時の報道規制について、何も不自由は感じていない。思ったこと、見たことはしゃべれたし、書いてたと、答えたとしている[98]。しかし、現に検閲や逮捕摘発を怖れての自主的な社内検閲が当時実際に行われており、例えば当時の新聞では戦地の地名や軍の部隊名は全て伏字となっており[99]、雑誌社から派遣された石川達三の著作『生きている兵隊』は削除や伏字を多数施してなお、発禁を受け、作者は逮捕されることとなっている。橋本登美三郎は戦後、自民党から国会議員に立候補し、ロッキード事件で逮捕され失脚するまで長く自民党の有力議員としてキャリアを積んできた人物であり、その縁故上そのように言ったか、橋本･阿羅のいずれかが誤りを言っているものと考えられる。阿羅は、さらに東京朝日新聞の足立和雄は「今井君は自分で見て書く人じゃなかった。危険な前線には出ないで、いつも後方にいたと聞いている」「今井君は人から聞いたことを脚色して書くのがうまかった」と証言したと主張する[100]。竹本忠雄と大原康男は、当時の今井のスケジュールから現場を見ることは不可能であったと評している[1](ただし、実際の記載内容を見ると、15日夜の座談会後の夜更けに大量の兵士が行列させられ連行されて虐殺される事件に遭遇したと考えられ、なぜそれを無理と考えているのか全く不可解である。また、この種の揚子江岸で処刑するために敵兵を揚子江に連れていく行進については佐々木元勝も目撃している。)。また、南京攻略軍の総司令官であった松井石根大将の陣中日誌を南京事件が無かったかのような方向に改竄して出版したとの非難を受けたことで知られる田中正明は、普段今井と同行していた朝日新聞記者森山喬から「そんな話はついぞ聞いたことがない」と聞いたと主張する[101]。
- 東京日日新聞の佐藤振寿カメラマンは、その手記に、南京の中山門内の励志社先で百人ほどの武器を持たない無抵抗の敗残兵が日本兵に殺害されるのを見たことを記録している。また、後で仲間にこの時のことを話すと、「カメラマンとしてどうして写真を撮らなかったか」と反問され、「写真を撮っていたら、恐らくこっちも殺されていたよ」と答えることしかできなかったと述べている。[102]
- 守山義雄 は1964年以前[103]（証言初出不明[104])、非戦闘員の市民を数多く殺した。多くの婦女子に暴行を加えて殺した、少なくとも4万人が殺害されたと証言[104]。また、戦時中ドイツ留学生だった篠原正瑛は守山からの伝聞として、日本軍は、老人、婦人、子供など三万数千の中国人を城壁内に追い込んで、城壁の上から手榴弾と機関銃で皆殺しにし、城壁内は血の海に長靴がつかるほどだったと述べた[105]。 ただし、南京で守山と同行した東京朝日新聞の足立和雄は、南京で我々は「（長靴に血が流れこむなどという）そんなことは見ていないし、後で守山君から聞いたこともない」と証言している[100]。（長靴はともかく、城壁のほとりに生民の死体がツクダニのように折り重なっていたことは、杉山平助が当時の朝日新聞に寄稿している。少なくともこれを含めて杉山は被害状況を無辜の生民の受けた被害として述べている。また、当時の朝日新聞の尾張版には、兵士か市民か不明ながら南京城内外や揚子江のあちこちに万という死体があることが述べられている。
- 大宅壮一 (従軍記者）は1966年、 「入城前後、入城までの過程において相当の大虐殺があったことは事実だと思う。三十万とか、建物の三分の一とか、数字はちょっと信用できないけどね。まあ相当の大規模の虐殺があったということは、 私も目撃者として十分いえるね。」と証言している[106]。
- 読売新聞の 真柄 カメラマンは、入城式の二日ぐらい前に土手のある小さい川に中国人二百人位が「機関銃でやられていた。あれが世にいう“南京大虐殺”だったのではないのか」と証言[107]。
- 映画「南京」の製作者の 白井茂 は「虐殺の現場は二度見た。一度は柵があったように思う。はるか離れているところで、銃殺していた。数は覚えていない。揚子江でない川のところで、機関銃で撃っているところも見た。（略）川にとび込んで、向うに泳ぎついた者もいた。二百人ぐらいいたと思う。場所は覚えていない。当時、“大虐殺”という噂はなかった。」と証言[108]。
- 映画「南京」の録音技師の 藤井慎一 は「挹江門付近は物凄い死体で、死骸の上に板を渡し、その上を自動車が通っているほどだった。空襲のあとが生々しかった。小さな川の傍らの門の中で捕虜らしき者を撃っているのを見た。(略）白井氏と一緒だった。(略）それ以外にも、銀行の裏で百人以上が殺されているのを見た。(略）虐殺の噂はきいたように思うが、見たのはこの時だけである。」と証言[109]。

文官
- 事件当時南京大使館参事官であった 日高信六郎 (外交官) は東京裁判で松井の行動に問題がなかったことを証言するために弁護側証人として出廷、自身の尋問供述に基づいて弁護をした。読み上げられた尋問調書の中で既に、1938年1月１日上海で松井に会って、部下の中に悪いことをしたものがいると初めて知ったと語るのを聞いて、それまで松井は知らなかったのだという印象を持ったと述べていたが、退廷直前に裁判官の質問に対して、正月で挨拶に行った際に酒をのみ自分が質問したわけでなく松井自ら語ったことと回答[110]し、当時の報道では、寧ろ日高が口をすべらして、あらためて虐殺の存在を裏付けたように受止められている[111]。1966年には、「残虐事件の最大の原因の一つは、上層部の命令が徹底しなかったことであろう。たとえば捕虜の処遇については、高級参謀は松井さん同様心胆を砕いていたが、実際には、入城直後でもあり、恐怖心も手伝って無闇に殺してしまったらしい。揚子江岸に捕虜たちの死骸が数珠つなぎになって累々を打ち捨てられているさまは、いいようもないほど不愉快であった。（中略）兵の取締りに手が廻らなかったのは当然だった。そして一度残虐な行為が始まると自然残虐なことに慣れ、また一種の嗜虐的心理になるらしい。（中略）荷物を市民に運ばせて、用が済むと「ご苦労さん」という代りに射ち殺してしまう。不感症になっていて、たいして驚かないという有様であった」と語っている[112]。
- 8月17日に成立の東久邇内閣は組閣第1日目に連合国軍兵士用の性的慰安施設の設置を決め、国務大臣近衛文麿が警視庁総監坂信弥に準備を命じたが、坂によれば1937年の南京陥落の際に日本軍が起こしたことを東久邇が覚えていて同様なことを米軍が起こすのではないかとの不安があったのだろうとしている[113]。

### なかったとする証言
ほとんどが現場にかかわってない士官であることに注意。また、歴史家の秦郁彦によれば、彼の経験によるとして、将校は概して口が固く、クロの状況を語ったり、日記やメモを提供するのは、応召の兵士が大多数であるとする。
陸軍
- 松井石根中支那方面軍司令官は東京裁判で「（大虐殺は）公的な報告を受けたことがなく、終戦後米軍の放送で初めて知った」と証言し、供述書では「巡視の際、約20人の中国兵の戦死体を見たが、市内の秩序はおおむね回復した」と述べ、「南京入城後、非行が行われたと憲兵隊長から聞き、各部隊に調査と処罰をさせた」と証言した。当時松井の部下である武藤章は、南京入城時に松井とともに10ー20件程度の事件があったと聞いたこと、軍法会議で10件から20件程度の事件がかけられていた事、１件で10人かそれを超える人数が裁かれていたものもあった事、彼が確かに存在したことを知る軍法会議法廷は一つだけだが他にも法廷が複数開かれていただろうと信じている事等を裁判前の尋問で供述している[115]。
- 上海派遣軍参謀・大西一大尉[116]。1937年12月13日午後から南京に入城し[117]、南京陥落後一年間特務機関長として滞在した[116]。当時、上海派遣軍の中で虐殺について「話題になったことはない」、強姦は何件かあったが、暴行や掠奪は見たことがないと証言[116]。ただし、偕行社の高橋登志郎は、大西の論文について単にシロだシロだというだけとして、反論にならない[118]ものと考えている。
- 上海派遣軍嘱託、軍司令官付・岡田尚は、強姦は数えるほどで、「（一般市民を）虐殺したということはありえません」、城内での火事についても記憶がない、しかし捕虜や敗残兵について「やったことはある」が、当時の状況で「果たしてそれが虐殺といえるか」疑問であると証言したうえで、自らを中国びいきであるとし、満州国建設にも反対であったし、日支事変で日本がやりすぎたこともあるが、南京防衛の中国軍が降伏勧告を受け入れなかったのは中国側で、その責任者の唐生智が逃げたことを批判し、降伏拒否がなければ捕虜殺害もなかったと述べている[119]。なお岡田は1937年12月12日に蘇州から湯水鎮へ向かう途中で女性兵士を含む中国兵捕虜千人から二千人がクリークの土手に座らされて処刑されているのを目撃している。
- 第10軍参謀・谷田勇は、1937年12月14日午後3時、下関埠頭に死体1000人〜3000人があったが、これは第16師団が追い詰めたもので、「これが後日虐殺を称されているものではないか」と述べ、さらに12月19日までの南京滞在の間に「死体数は数千ないし一万程度で、まして集団虐殺の跡などは発見できませんでした。したがって、中国側が終戦後の極東国際軍事裁判で主張した数十万は誇大意図的な誇張であると確信いたしております」と証言した[120]。
- 第10軍参謀・金子倫介は、南京事件について「聞いたことはありませんでした。戦後、東京裁判で聞いてびっくりしました。何か隠しているとか、言い渋っているとかいうことはなく、本当に南京では何も見てません。」と証言した[121]。
- 第10軍参謀・吉永朴（すなお）[122]。「南京大虐殺は白髪三千丈式に、後で中国人が言っていること」と証言した[122]。
- 第10軍参謀・寺田雅雄は、第10軍の軍紀はそれほど悪くはなかったし、当時南京事件を聞いたことはないと証言した[123]。
- 第10軍参謀・仙頭俊三は「12月12日、浦口(揚子江をはさんで下関の対岸)に進出した時、浦口には味方の十五榴（九六式十五糎榴弾砲)が盛んに落下していました。揚子江両岸に浮遊した敵の死体は目撃したところ数百でしょうか、中流にはあまり死体は認めませんでした。下関の岸壁が鮮血に染っていたのを目撃し、かつ死体は手足をしばられていたようでした。虐殺ということは当時は全く知りませんでした。軍紀に関して国崎支隊に関する限り悪かったことはありません」と証言した[124]。
- 侍従武官の後藤光蔵は南京に入城した時、「南京は人一人いない街となっており、小生はその一軒に泊まったのですが、何事もありませんでした」と証言した[125]。
- 上海派遣軍特務部員・経理将校の岡田酉次[126]。中国軍には女性兵士がいた、抵抗する敗残兵もいて、便衣兵もいて、「これらがやられるのも見ました。これらの屍があとで虐殺と言われたのではないでしょうか」と証言している[126]。
- 参謀本部庶務課長・諫山春樹は、参謀本部庶務課は全ての報告に目を通すが、日本兵の軍紀が悪かったと当時話題になったことはなく、また「虐殺事件が話題になったことも、箝口令をしいたことも絶対にありません」と証言した[127]。
- 陸軍省軍務局軍事課編成班・中支那派遣軍参謀（昭和13年）大槻章は、虐殺事件について「そういった形跡は全然ありませんでした。何もない。軍司令部参謀といろんな話をしたが、話題になったことも、聞いたこともない。虐殺があったというのは嘘」であり、「虐殺なんていうのは命令がなければできないこと」で、あったとすれば当時話題になったはずだと証言している[128]。
- 野砲兵第22連隊長・（終戦時第21師団長）三国直福は、当時日本兵の軍紀の乱れや事件について何も聞かなかったと証言し[129]、さらに自分が広東での戦犯裁判で被告になった経験について、裁判はめちゃくちゃで、罪状では三国が汪兆銘政権を作ったとか（三国は南京特務機関長だったが深くかかわっていないと述べている）、中国市民に暴行をふるったなどで、証拠を求めると、中国軍が市民に被害を出せと命令して出したもので、場所も日付も師団のいた場所とほとんど合致しないものであったと証言している[130]
- 上海憲兵隊の岡村適三は、当時、事件についても軍紀についても特別聞いたことはない、日本軍が威張っているということは聞いたと証言した[131]
- 第16師団歩兵第20連隊(福知山連隊)大隊長森王琢は「私の大隊は南京城の東正門の中山門を攻撃した。激戦したが、13日の午前3時10分、砲撃で城壁を崩し、その勢いではい上がり、軍旗を立てました。私はその時は城外の丘の上におり、城内には師団長と共に十五日に入場した。宿営地について陸軍省の先輩に会い、その日の午後、二人で戦場の視察に出かけた。山陵、紫金山など見て歩いた。翌年の1月19日に命令で転進したが、それまでは南京とその周辺の警備に当たつていた。したがって南京の大虐殺が行われたという時期、あったかないか、私は確信をもってお話しできるただ一人の人間だと思っています。例えば火事があったという人、なかったという人がいる。あったという場合には焼け跡を示すことが出来るが、なかった場合というのは、明かしは立てにくい。それと同じで、南京で虐殺があった、婦人が乱暴された、家が焼かれたと盛んに言われているが、それがほとんどウソであることを申し上げる」と証言している[132]。
- 第6師団歩兵第23連隊中隊長の吉川正司は、「突入翌日の12月13日には城内の掃蕩をやっているが、城内に敵兵は一兵も見ず、一般住民もいない全くの死の街であった。連隊はそれ以降、主力を水西門東南方地区の市街地に、第1大隊をもって12月21日まで水西門外に駐屯し、警備にあたったが、翌13年1月13日に蕪湖へと転進するまで、虐殺事件など見たことも聞いたこともなかったと断言できる。」と証言[133]。
- 第6師団歩兵第23連隊第2中隊長・坂元昵[133]。
- 第6師団歩兵第23連隊安楽秀雄[133]。
- 第6師団歩兵第23連隊中山有良[133]。
- 第6師団歩兵第13連隊伍長古沢智[134]
- 第6師団歩兵第47連隊獣医務曹長の城光宣は、昭和12年12月13日中華門から入城、「城内は空っぽ」で兵隊も住民もいなかった、「無抵抗の民間人を殺すのが虐殺。だが、人がいない以上、虐殺があるはずがない」し、城内では遺体も見ていないと証言[135]。また中国戦線に5年間従軍したが、中国人の集落に駐留する場合は、日本軍と住民を分けるため集落の中央に線を引き、住民側に立入禁止を厳命され、憲兵もいたし、違反は絶対にできなかった。軍紀はそれほど厳しかったと証言している[136]。さらに30万人虐殺したはでっち上げであり、貶められるのは我慢ならないし、南京裁判で死刑になった谷寿夫中将に対して何もしていないので哀れであると述べた[135]。
- 第6師団第13連隊 第3大隊 砲兵小隊・永田尚武[134]
- 第9師団 第18旅団司令部・齋藤敏胤[134]
- 第9師団歩兵第7連隊・喜多留治[134]は、12月14日からの掃討戦に参加し、安全区の警備も担当した[136]。喜多は、安全区の民間人になりすました便衣兵掃討には厳重な命令があり、住民への配慮や、将校の指揮に必ず従うことを命じられており、掃討は同師団の金沢、富山連隊が担当し、他部隊が安全区に入らないよう「金沢」「富山」という合言葉を使うなど警備は厳重で、そうした警備をすり抜けて日本軍が略奪や強姦するなどということは「ありえないことです」と証言[136]。
- 第9師団 歩兵第7連隊 第11中隊・納谷勝[134]
- 第9師団歩兵第36連隊伍長・近藤平太夫[134]は陥落後は「露店が何軒か出ていて、日本兵相手に商売をしていた。靴修理店、散髪屋などだった」「露店で印鑑を作り、城内は極めて平穏だった」「住民が平和に商売をしている一方で、毎日たくさんの人が虐殺されているというようなことは全く考えられません」と証言[137]。
- 野中祥三郎[134]
- 第16師団歩兵第20連隊伍長の橋本光治は、昭和12年12月13日に入城、12月23日まで城内外の敗残兵掃討作戦に参加。橋下は戦後、当時部下の上等兵だった東史郎から著書で郵便袋に中国人を入れて殺害したと著書に書かれ、名誉毀損で提訴し勝訴した（最高裁確定）[136]。橋下は「戦争中も軍紀は守られていた。そんな残虐行為ができるわけがない」また、「婦女子に手をかけてはいけないと厳命されていたし、夜間外出は禁止され、任務以外に自由な時間はありませんでした」と主張した[136]。
- 第16師団輜重兵16連隊第6中隊・稲垣清[134]は12月16日に入城し、住民の姿をみかけ、時計の修理のため時計屋を訪れたと証言[137]。
- 第16師団第33連隊第2大隊第5中隊第1小隊長・市川治平[134]
- 歩兵第65連隊（両角業作部隊）の栗原利一は12月17日幕府山事件での捕虜殺害について証言を残しているが、「殺したなかに一般人は一人もいない。当時日本軍の戦果は私たちの13,500を含めて7万といわれていたが、現在中国で言うような30万、40万という大虐殺などとても考えられない。」と述べた[138]。但し、栗原は様々な人から取材を受けており、後の方の取材は往々にして先行取材を難じ、当初から計画されていた殺害であった可能性をより強く否定する方向のものになっているが、寧ろ後の方の取材の方に、その取材結果とする内容に疑義が出されている。
- 第36師団歩兵第224連隊の内貴直次少尉は陥落の6年後の昭和18年夏に南京に滞在したが「街は商店や人であふれ、平和な様子だった。もし、大虐殺があれば、住民の恨みを買い、われわれは平穏に駐留できなかったはずだ」と証言[115]。
- 陸軍士官学校58期の和田泰一少尉は「当時の記録を読めば事実は別にあることは明らかなのに大虐殺説を許してきた私たちの責任も大きい」と述べた[115]。
- 独立軽装甲車第二中隊小隊長の畝元正己が、以下のように南京戦の実態を述べる。江南平野200マイルの南京追撃戦で日本軍は一地に長く駐留することはなかったし、掠奪や暴行を行っておらず、都市の戦禍は攻防戦によって生じたもので、日本軍のみの故意のものではないと述べている。日本軍は追撃にあたって敗残兵を深追いしなかったため、村落や山中に逃走した敗残兵が、便衣兵としてゲリラ化し、後方部隊を襲撃して日本軍を悩ませたとする。また、日本軍は補給が不十分であったため将兵が鬼獣化したと称されるが、上海南京間200里を約一ヶ月（11/11〜12/13)で進撃したため、一日行程平均7里で補給作戦は困難なものではなかったし、上陸後引き続いて追撃に移った当初は補給不足のため現地物資によったが、12月10日以後は後方兵站も追随していた、と証言する。また、上海派遣軍参謀大西一は、松井司令官よる蘇州の文化と住民の保護を命じられ、日本軍入城を禁じたと主張する。上海攻略戦において、第9師団司令部は城内に入らず、その翌日に到着した軍司令部は蘇州城外に司令部を置いた[139]。但し、この蘇州は上海に隣接した都市であり、東京裁判に備えた尋問で松井大将が上海の南市安全区に寄付した事を自己弁護に使うほどで、この地域の状況は相当異なっていたと考えられる。

海軍
- 砲艦「勢多」は第三艦隊・第11戦隊に所属して南京戦に参加した[84][140]。南京戦時の勢多艦長だった寺崎隆治（当時、海軍少佐）は、「その時は戦争ですから抵抗する中国兵は射殺しましたし、混乱してますから逃げまどっている住民や反抗する市民も多少はいたでしょう。それは戦争の続きです。こういう情況のもとに起こった戦死体を戦後、南京虐殺だと言っている」と証言している[141]。また南京裁判で処刑された谷寿夫について「国際通で、国際法に詳しい人ですから、それを考えても南京虐殺は間違いだ」と証言している[141]。
- 第三艦隊・第11戦隊の砲艦「比良」艦長の土井申二は、宝塔橋街の治安回復を行い、紅卍字会の陳漢森から礼状を受け取ったが、虐殺はなかった、礼状もそうだが中国人は誇張して表現すると証言した[142]。
- 上海海軍武官府、第3艦隊司令部付の重村実は、入城式のため12月17日に到着したが、目撃したのは中国人が民家に入って、便器など手当たり次第掠奪している姿で、日本兵による残虐行為は見ていないが、便衣兵を殺害したとは聞いた、「この時、兵隊なのか市民なのか、それは中国人に指摘させた」と聞いたと証言した[143]。
- 第二連合航空隊参謀・源田実[144]。
- 海軍第12航空隊3等航空兵曹の原田要は九五式艦上戦闘機で光華門を攻撃したが、陥落後の城内は露店が立ち、「南京は誠に和やかに尽きる、という印象でした」「非常に平和な進駐」だったと記憶していると証言し、「何十万人もの大虐殺は信用できない。もし、大虐殺があれば、中国人はわれわれに和やかに接しただろうか」と述べている[137]。

文官
- 福田篤泰は当時南京の日本大使館で南京安全区国際委員会委員長ジョン・ラーベとの交渉にもあたっていた[145]外交官補。「20万、30万の虐殺はおろか千単位の虐殺も絶対にない。（略)衆人環視の中である。そんなことなどしたら、それこそ大問題だ。絶対にウソである。宣伝謀略である」と述べた[146]。また、｢残虐行為の現場は見ていないがあれだけ言われる以上残念ながら相当あったと思う、しかし私の体験からすれば、本に書いてあるものはずいぶん誇張されているようだ[147]｣と述べた。ただし、戦後長らく国会議員として、南京虐殺があったという話を喜ばない政治家の多い自民党で渡っていかねばならなかった人物であるため、立場上言えないこともあったとも考えられる。実際に発言の主眼となる部分があまりに奇妙な内容であったりするため、聞いた人が真に受けないよう敢えてわざとそのような言い方をしたのではないかとさえ思え、真実か疑う声[148]もある。
- 企画院事務官（陸軍省から出向）岡田芳正は、南京事件について当時聞いたことはなく、戦後はじめて聞いた、「南京事件というのは、中国がそれまでやってきた宣伝戦を戦後を行ったまでのこと」と証言した[149]。
- 外務省領事館補の岩井英一[150]。
- 陥落と同時に南京入りし、年明けに南京総領事館で勤務した領事館補の粕谷孝夫は、事件について直接聞いたことはなく、渉外部長広田豊大佐からも聞いていないと証言した[151]。
- 西本願寺の従軍僧侶大谷光照法主は12月14日に南京入りし、17日の入城式に参列、18日の慰霊祭を行ったが「虐殺を見ておりませんし、噂も聞きませんでした。もうその時は戦闘は全く終息していて一市内は平静で一市民の盗もほとんど見かけず、虐殺の起るような環境ではありませんでした。日本軍は城内城外に適宜宿営し、のんびり休養をとっていました」と証言[152]。

報道員
- 大阪朝日新聞の山本治は、「朝日新聞では話題になったこともありません」、また白川威海上海支局長からも聞いていないと証言[153]。
- 東京朝日新聞・橋本登美三郎（当時上海支局次長）は、事件は全然聞いていない、もし事件が発生していれば、記者の間で話題になるはずだと証言した[154]。
- 陥落後から一ヶ月間南京にいた東京日々新聞金沢喜雄カメラマンは、「私は南京をやたら歩いていますが、虐殺を見たことがなければ兵隊から聞いたこともありません」、また新聞社内では一度も話題になっていないと証言した[155]。
- 大阪毎日新聞の五島広作[156]は第6師団（谷寿夫師団長）に従軍し1938年1月10日まで南京にいたが、中国人虐殺命令は聞いたことがなく、「東京裁判があってからの作り話」ではないか、と証言した[157]。また、事件があったらしいと噂を当時聞いたので朝日、読売、同盟各社に問い合わせたが、どの社も知らないので、中国の宣伝工作だろうと考えたとも証言した[158]。
- 報知新聞の二村次郎カメラマンは、揚子江での死体について聞いたことがあるが「虐殺されたものではなく、数が多いので話題になったのだと思います」と証言した[159]。
- 報知新聞の田口利介は、南京城内で見た死体は2,3体で、下関にも何もなかったと証言[160]。
- 読売新聞の樋口哲雄カメラマンは、「（虐殺の）形跡を見たことがありません。あったとよくいわれていますが、どこでどんなものがあったのか」「やらなきゃこっちがたられるからやったのを虐殺と言っているのだと思います」と証言した[161]。
- 東京日日新聞の鈴木二郎は、戦後検事側証人として「百人斬りは虐殺ではない」と証言し、さらにその後百人斬り競争について文章を発表し[162]、山本七平、鈴木明と論争になったが[163][164]、中山門上、励志社前などでそれぞれ数人ほどの敗残兵の処刑、下関の死体1000体以上を目撃し「これら全てが虐殺だったかどうかというと、全てが虐殺だと必ずしも言えない。しかし、それは敗戦国の運命で、虐殺になってしまいます。」、南京全体の虐殺については「自分が見たことではないから言えない、わかりません」と証言した[164]。
- 読売新聞の森博カメラマンは、「捕虜にやる食糧がないし、収容する所がない、放してもまた兵隊になる、それで困って」捕虜を揚子江で殺戮したと聞いた、しかし南京では市民への虐殺は見ていないと証言した[165]。
- 同盟通信の新井正義は、中国兵の死体に便衣の者もいたし、中に捕虜の死体もあっただろうが、20万の大虐殺は聞いたことがない、日本兵が捕虜に米を入れてあげるのを見た、入城式直後には小売店や甘味料もよく売っていた、虐殺については東京裁判ではじめて聞いた、と証言した[166]。
- 同盟通信の浅井達三カメラマンは、阿羅健一に対して、当時社内で事件は話題にならなかった、パラマウントのアーサー・メンケンからも聞かなかった、浅井は戦後東京裁判を撮影したが、松井大将が起訴されるのは責任者だから仕方ない、ただし「20万もの虐殺と言ってますが、数の面ではそうは思いません。南京の人口の大半がいなくなる数ですから」と証言した[167]とされる。しかし、戦後の日本占領終了後まもなく出版された東京裁判を扱った本に、浅井は南京事件に関し、南京陥落後兵士たちが続々と城壁内に入ってきて、そのころから火事が発生、市内の目抜き通りが焼払われた、兵士たちが市民にした虐殺などは1週間に亘って続いた、それがいたたまれず自身は南京を去ったと、寄稿している[168]。
- 同盟通信の細波孝は、湯山からと推測される捕虜の連行を見たあと、入城式前日か当日の早朝に下関でのトーチカ内や揚子江での死体を見た、「それを見て、国際法違反も考えましたが、戦闘の犠牲者だと思いました」「その頃は、やらなければこちらがやられますから」と証言し、また上海支社長の松本重治と大学で何かがあったらしいので四人で行ったが何も事件の形跡はなかったと証言した[169]
- 新愛知新聞の南正義は、13日に中山門から入城すると日本兵の死体2、3体が街路樹のプラタナスに吊るされ、火で炙ってあるのを見たが、中国人への「虐殺があったなど誰も言ってませんし、見ていない。日本が戦争で負けてから中国がでっちあげて言い出したことです」と述べ、また捕虜殺害については「その時『決戦に捕虜なし』という言葉があって、捕虜という考えは日本軍にはなかったと思います。もちろん中国だって、逃げる時は家を焼き払い、物を壊して逃げ、便衣隊になってスパイをやるし、 捕虜になって助かるという気はありません。お互い捕虜という概念がなく、助かろうという気もないから、捕虜をやったというのも変な話です。それは、あとからこういう国際法に照らし合わせればということでね。 戦場を知らない人がそれを虐殺だと言っているだけです。便衣隊のことを虐殺だと言ってる人もいますが、それは虐殺ではありません」と証言した[170]。
- 福岡日日新聞の三苫幹之助は、陥落直後の南京入りしたが「大虐殺の話なんか見ても聞いてもおりません。痕跡すら何一つありませんでした」と証言している[171]。また三苫が書いた昭和14年の福岡日日新聞記事では、中国人市民の証言として、日本軍が到着する以前の南京安全区のイホロ難民区では、中国軍兵士や銃を持って夜昼検察に来て、食糧や物品を強奪し、独身男性は労役のために拉致され、夜は女性が拉致されていた、と証言している[172][171]。
- 都新聞の小池秋羊は、中国兵の戦死体は何十体見たが、虐殺の話を聞いたことはない、ただし南京全部を見たわけではない、と証言した[173]。また小池は、日本の補助憲兵が難民区に潜入している敗残兵を摘出し、十人か二十人かにまとめて連行したを見ている。直接見ていないが、郊外で射殺したのではないかと推測している。また、第16師団の兵隊が食糧などを掠奪しているのは目撃し、それをシャンハイ・イブニング・ポストやノースチャイナ・デイリー・ニューズなどの外人記者が記事にした。小池はそれらの記事を当時上海で目にした。
- 阿羅健一によれば、福島民報の箭内正五郎は、第65連隊（山田支隊）に従軍したが軍紀が乱れたこともなく、上海と比べると南京はあまり激しくない戦線であった、戦後にいわれた大虐殺はなかったと証言したという[16]。
- 阿羅健一によれば、海軍従軍絵画通信員で画家の住谷磐根は、埠頭で敗残兵1000人弱を銃剣で処刑したのを目撃し、翌朝いってみると遺体は約800体ほどでまだ動いている中国兵もいた、「これがあとで南京虐殺といわれたものだと思います」、ただし「日本軍としては中国兵を殲滅しなければなりません。それが戦争ですし、そうしないと今度は日本軍がやられてしまいます。そういう全体をわからなければ一部分を取り上げても間違いになります。南京虐殺といわれるのもそういうものです」、市民は避難区にいたし中国兵は逃走していたからいわゆる南京大虐殺はありえない、自転車で城内をスケッチしてまわったが、虐殺は一度も見ていない、と証言したという[174]。
- 阿羅健一によれば、外務省情報部付の渡辺義雄カメラマンは、入城式の前日か2日前に現地入りして、下関で中国兵を処刑していたと聞いた、あとで将校と下士官に聞くと捕虜を監獄に入れたが入りきれないし食糧もなく、やむをえずやった、捕虜と犯罪人で合計一万人位いたと聞いたという。渡辺が直接見たのは中国兵の死体ばかりで、日本兵による残虐行為は見ていないと証言したという[175]。
- 阿羅健一によれば、陸軍報道班員の小柳次一カメラマンは、揚子江で300人中国兵を殺したとは聞いたが「戦場だからそういう話はいくらでもありますし、戦後いわれているような話は聞いたことがありません」と証言したという[176]。
- 田中正明によれば、読売新聞上海特派員だった原四郎は、陥落後三ヶ月後に虐殺があったらしいと聞いたが、当時軍が箝口令を敷いたわけでもなく、不思議に思ったので各支局に問い合わせたが不明だったので、中国の宣伝工作だろうというのが大方の意見だった、と証言したという[177]。
- 雑誌「大亜細亜主義」従軍記者の田中正明[178]。1938年8月に南京に滞在した[178]。田中は当時従軍した大宅壮一、木村毅、杉山平助、野依秀市、西條八十、草野心平、林芙美子、石川達三もそれらの視察記や紀行文の中には"大虐殺”を匂わすような文章はどこにも見当たらない[179]とする。(実際には、大宅は戦後、相当の大規模の虐殺があったということは十分いえると述べている。また、石川達三は戦後、読売新聞から二度取材を受けており、いずれも、自分はは遅れて南京に入ったので現場は見ていないがかなりの虐殺があった痕跡･余燼はあったと述べている。西條八十にも雑誌･新聞への寄稿文でかなりの数の捕虜虐殺と思われるものについて書いているものがあるとされる[180][181]。杉山平助に至っては、事件当時の朝日新聞に、城壁のほとりには中国人の死骸がツクダニのように折り重なっている、それを善悪ではなく現実の問題だ、たわけた指導について国民党政府がいかに筋の通ったことを言おうと無辜の生民が惨害を受けたことは償われない、と文を寄稿している[182]。また、当時の朝日新聞の南京支社で若手記者らに、勝利の為には一切の道徳律は無力であり無能だ、と語った[183]という。)
- 阿羅健一によれば、朝日新聞・藤本亀記者は12月13日、光華門から南京に入ったが、「従軍の間、特別に何の事件も見たり聞いたりはしませんでした」と証言したという[184]。
- 阿羅健一によれば、大阪毎日新聞・西野源記者は第九師団と共に光華門方面から南京に入城したが、虐殺は当時聞いたことがない、「戦場では幾多の流説があるのが当然のことです」と語ったという[152]。
- 中央公論社特派員として従軍した作家の石川達三は1946年、「女をはづかしめ、殺害し、民家のものを掠奪し、等々の暴行はいたるところで行はれた、入城式におくれて正月私が南京へ着いたとき街上は屍累々大変なものだつた、大きな建物へ一般の中国人数千をおしこめて床へ手榴弾をおき油を流して火をつけ焦熱地獄の中で悶死させた。また武装解除した捕虜を練兵場へあつめて機銃の一斉射撃で葬つた、しまひには弾丸を使ふのはもつたいないとあつて、揚子江へ長い桟橋を作り、河中へ行くほど低くなるやうにしておいて、 この上へ中国人を行列させ、先頭から順々に日本刀で首を切つて河中へつきおとしたり逃げ口をふさがれた黒山のやうな捕虜が戸板や机へつかまつて川を流れて行くのを下流で待ちかまへた駆逐艦が機銃のいつせい掃射で 片ツぱしから殺害した。戦争中の興奮から兵隊が無軌道の行動に逸脱するのはありがちのことではあるが、南京の場合はいくら何でも無茶だと思つた、 三重県からきた片山某といふ従軍僧は読経なんかそツちのけで殺人をしてあるいた、左手に数珠をかけ右手にシヤベルを持つて民衆にとびこみ、にげまどふ武器なき支那兵をたゝき殺して歩いた、その数は廿名を下らない、彼の良心はそのことで少しも痛まず部隊長や師団長のところで自慢話してゐた、支那へさへ行けば簡単に人も殺せるし女も勝手にできるといふ考へが日本人全体の中に永年培はれてきたのではあるまいか。ただしこれらの虐殺や暴行を松井司令官が知つてゐたかどうかは知らぬ 『一般住民でも抵抗するものは容赦なく殺してよろしい』といふ命令が首脳部からきたといふ話をきいたことがあるがそれが師団長からきたものか部隊長からきたものかそれも知らなかつた」と書いた[185]。が、後年、田中正明は、石川は田中へのインタビューに「大殺戮の痕跡は一片も見ておりません」と証言したと主張した[186]。また石原慎太郎は、大虐殺はなかったと石川が言ったのを直に聞いたと主張する[187]。阿羅健一は石川が亡くなる3か月前の1984年10月にインタビューを申込み、その時には石川が胃潰瘍の病後で会えなかったが、「私が南京に入ったのは入城式から二週間後です。大殺戮の痕跡は一片も見ておりません。何万の死体の処理はとても二、三週間では終わらないと思います。あの話は私は今も信じてはおりません」と返事を貰った[188]とする。しかし、これら田中、石原、阿羅3名の主張はいずれも石川達三の死後になって為されたもので、実際には、石川達三は、生前、南京事件に関して読売新聞の取材を戦後も二度にわたって受けており、そこではいずれも虐殺の痕跡があったことを述べている[189]。また自著においては虐殺現場を目撃はしていないものの「大体のこと」を知っており「事件そのものを否定することはできなかった」ことや、東京裁判に対する批判的意識もあり当時は「日本軍の立場を弁護した」ことを記している[190]。田中、石原、阿羅3名はいずれもこのことを知らなかったと見られる。石原慎太郎は、都知事時代の記者会見で石川達三の話との違いを記者の一人に指摘されると、石川達三が二枚舌を使ったのかも分からないと主張、あくまで嘘をついているのは、自分ではなく石川の方だとする立場をとって、その記者の質問を打切り、他の記者への質問回答を始めた[187]。
- 前田雄二 (同盟通信社社会部記者) は1937年12月16日、新井と写真の祓川らと軍官学校で処刑現場を目撃した[191]。捕虜を一人ずつ校庭に引きだし、下士官がそれを前方の防空壕の方向に走らせ、待ち構えた兵隊が銃剣で背後から突き貫き、壕に転げ落ちると、止めを刺すという「処刑」を三カ所で並行して実行しており、傍らの将校は「新兵教育だ」といったという[191]。午後、交通銀行の裏の池の畔でも捕虜が処刑されているのを連絡員の中村太郎と目撃した[191]。12月17日夜には揚子江岸の千、二千に達する死体を見て、城内の警備司令部参謀に尋ねると「少数の日本部隊が、多数の投降部隊を護送中に逆襲を受けたので撃滅した」との説明を受けた[191]。前田は後年、これらは戦闘の範囲に入るものであり、十数万とも三十万人ともいわれる「大虐殺」に対して、「長江沿いや江門、それに“処刑”、私自身が見た事実、これらの中には戦闘につながるものがあるかも知れないが、これらの事実が核になって噂が拡幅され、戦争被害までが積み重ねられて、巨大な数字にふくれあがった」ものであると主張している[191]。
- 東京朝日新聞記者の 足立和雄 は1965年に「日本軍の大部隊が、南京をめざして四方八方から殺到した。それといっしょに、多数の従軍記者が南京に集ってきた。そのなかに、守山君と私もふくまれていた。朝日新聞支局のそばに、焼跡でできた広場があった。そこに、日本兵に看視されて、中国人が長い列を作っていた。南京にとどまっていたほとんどすべての中国人男子が、便衣隊と称して捕えられたのである。私たちの仲間がその中の一人を、事変前に朝日の支局で使っていた男だと証言して、助けてやった。そのことがあってから、朝日の支局には助命を願う女こどもが押しかけてきたが、私たちの力では、それ以上何ともできなかった。"便衣隊"は、その妻や子が泣き叫ぶ眼の前で、つぎつぎに銃殺された。「悲しいねえ」私は、守山君にいった。守山君も、泣かんばかりの顔をしていた。そして、つぶやいた。「日本は、これで戦争に勝つ資格を失ったよ」と。内地では、おそらく南京攻略の祝賀行事に沸いていたときに、私たちの心は、怒りと悲しみにふるえていた」と書いた[192]。しかし、阿羅健一は、後に足立和雄は、「大虐殺」は見ていない、ただし、軍の便衣隊掃蕩にはやりすぎがあったかもしれないと阿羅に語り、また、『守山義雄文集』に寄稿した「私と南京大虐殺」という題名について「不用意だった」と反省の弁と、「南京大虐殺については意識的に嘘をついている人がたくさんいる」と述べて、後輩の本多勝一の主張にも残念だと批判したと、主張している[193][100]。
- 同盟通信社特派員の小山丈夫は、1938年夏の外人記者南京視察団から虐殺事件について質問も受けなかったし、小山も東京裁判で初めて事件を知ったと証言[179]。

## 中国人の証言
- 東京裁判で中国人証人に対しての反対尋問は行われていない[1]とする説があるが、実際には中国人証人５人の内、被告人側弁護人は虐殺の生存者1名を含む３人に対し反対尋問を行っている。残り２人に対する反対尋問を被告人側弁護人は放棄したが、その２人はいずれも虐殺の生存者である[194]。また、多数の被害を受けた中国人から多数の口供書が裁判に提出されている。
- 李秀英 - 松村俊夫は、李について「証言のたびに内容がクルクル変わるのは、実体験でない証拠だろう」と著書に書き、名誉毀損に当たるとして民事裁判を1999年9月に起こされた。東京地裁は判決で「（松村には、李が）嘘を言ったと信じる相当の理由はなかった」と述べ、松村に150万円の支払いを命じた。2005年1月に最高裁上告棄却となり原告の勝訴が確定した。
- 夏淑琴 -新路口事件の証言者。これに対し、東中野修道は事件発生時間、本人の年齢に関する情報、一家の人数等につき不合理な点がみられるとして、偽の証言と主張し[195]、さらに事件の被害者と夏淑琴 は別人と主張した[196]。夏は中国と日本で東中野に対して名誉毀損訴訟を起こした。東中野自身の誤訳により不合理な内容になっている事などが明らかになり、日本では最高裁まで争われたが、原告が一審から最高裁まで全て勝訴した。

## 欧米人の証言
- ジョン・マギー - 南京安全区国際委員会委員。南京国際赤十字委員会委員長。宣教師であり、被害者の南京の鼓楼病院(金陵大学病院)への救助活動に携わる。ために、担ぎこまれる多くの被害者と接し、また、本来、外国人でも安全が保障されない安全区外にも果敢に出ていき、被害跡を見ることが多かった為、南京で発生していた事態の状況を証言する為に東京に呼ばれた。鼓楼病院で救助活動にあたり日本兵より被害を受けたと言う多数の被害者を見た経験、新路口事件の現場跡を見に行ったこと、多数の住民が連れ去られ城内あるいは下関で処刑されたことを聞いたこと、下関に行こうとした途中の路上が民間人の死体で埋まっていたこと等を、東京裁判で証言した。日本では伝聞証拠だと寧ろ法律の専門家ではない者からの批判にしばしば晒される。実際には、彼の発言だけで個々の犯罪の犯人を立証する為の直接証拠として目撃証言を求められたわけではなく、事件の全体像あるいは事件直後の被害者の状況を知る為の間接証拠の一つとして、あるいは、英米法にしばしば見られる罪体(犯罪となる事実事件そのものの存在)の証明として現場の目撃証言を求められたものと考えられる。マギーの撮影したフィルム（マギー・フィルム）[197]は2015年10月ユネスコ記憶遺産登録。
- マイナー・シール・ベイツ- 南京安全区国際委員会委員。副委員長格か。南京の金陵大学の歴史学教授で南京裁判で証人となる。宣教師としての資格を持ち、日本に来た時に教会に出入りしていた事から、日本人クリスチャンに知人も多く、親中家であると共に親日家としても知られていた。事件前も日本に家族と共に旅行に来ており、上海事変を知って、家族を日本に残した儘、急遽南京に戻った。上海のティンパーリに南京での事件を連絡する等、日本軍のいわゆる残虐行為を抑える為にティンパーリに密かに協力していたが、事件後も親日家である事そのものは変わらなかったという。東中野修道は、当時のアメリカの一部の新聞の写真のキャプション[198]に書いてあることを根拠に、マイナー・シール・ベイツは中国国民政府顧問であるとする。ただし、これは今の日本でも見られる大学教授などが政府関係の委員会のメンバーや顧問に名を連ねることと同様なものとの説がある。ベイツは東京日日新聞昭和12年12月26日では「秩序ある日本軍の入城で南京に平和が早くも訪れたのは何よりです」とやむをえない社交辞令か新聞側の脚色か、そのような発言をしたとされた。なお、同12月17日号第11面ではベイツは「日支親善のため活躍を続けてゐる親日家」と報道されている。証言記録は2015年10月ユネスコ記憶遺産登録。
- ルイス・S・C・スマイス - 南京安全区国際委員会委員。ベイツの秘書的役割を果たした。南京裁判で証人となる。スマイス報告の作成者。東京裁判では、司法職員の作成によるとみられるスマイスの口供書は検察側から証拠提出されたものの、当時スマイスは国際連合乃至その下部機構の設立準備に関わっていたため、いわば被告の敵側関係者とされる立場(当時の国連は日独を敵とみなす敵国条項を備えた、日独の再侵略を防止するため団体であった)にあった。スマイス報告の作成自体はスマイスの国連準備活動以前だが司法職員の作成による調書となるわけではなく、おそらくは、国連活動や英米法訴訟手続きルールのために敵側人物であるスマイス自身がその信憑性を出廷して証言できるかも微妙であったことから提出資料とされなかったものではないかと思われる。
彼はコピーの残るタイプライターを使っていたため、この当時友人･知人･家族に出した手紙の原文だけでなく、日本を含む大使館関係者に出した手紙のコピーまで、イェール大学神学部図書館(Divinity Library)の"南京大虐殺資料プロジェクト"(The Nanking Massacre Archival Project)で収集され、PDF公開されている。そのうちの家族への私信は、しばしば日本人論者によって、その中の都合の良いわずかな数の箇所が抜き出されて、南京で残虐事件がなかったかのように利用されるが、実際には、それ以外は１ページ約5800字は打てるように思われるタイプライターで日記体形式にて4ページ目途中の1937年12月14日部分から最後の29ページ目まで殆どギッシリと南京での日本軍の残虐行為を伝えたものである[199]。（なお、この日記に関連して、アメリカ人で虐殺を見た者は無いと主張されることもあるが、外国人らは南京の国際安全区に事実上押し込められており、そこでの虐殺は日本軍は避けていたため、外国人らは死体は見ても虐殺現場そのものを見ることは殆ど無かった。が、それでも実際にはニューヨークタイムズのダーディン記者、シカゴディリーニューズのスティール記者等が虐殺現場を目撃している[200]。）
- ベルンハルト・シンドバーグ -当初、英デイリーテレグラフ社記者の運転手をしていたが、その後南京郊外のデンマークのセメント工場の警備に雇われ、日本軍が進出するとドイツ人カール・ギュンターとともに工場周辺一帯を安全区に似た難民キャンプとした。 南京大虐殺紀念館の朱成山館長は、シンバーグは南京大虐殺の目撃者であるとする[201][202]。対して日本では、近隣の山向こうの地にやはり同様な難民施設を設けた棲霞山寺の僧侶の依頼を受けて、シンドバーグは日本兵の掠奪や強姦からの保護を海外に求まる信書の翻訳･連絡をしたにとどまる[203]とする主張も出されている。が、シンドバーグは写真を趣味とし、この当時写真を撮りためており、テキサス大学オースチン校には、日本軍の残虐行為に関連するものもを含む、彼がとったとされる1937-1938年の写真がコレクションされている[204](ただし、時期から見てどれが上海事変のものでどれが南京事件のものであるかは注意を要する)。また、エール大学神学部にはシンドバーグとベイツがの間で交わされた日本軍の残虐行為に関する書簡が保管されているという話がある。近年、再認識されるようになった資料では、シンドバーグ自身の方の難民施設では、大きな問題は起こらなかったように見える[205]が、東京裁判でマギーは、そこを訪問した際に、日本兵が女を求めてくるので村長格の者たちが10～20人程度で警戒に当たっており、彼らが日本兵の要求を断るため日本兵に暴力をふるわれると語っていたことを証言[206]している。また、関係性は不明であるがカール・ギュンターの遺族からも南京大虐殺紀念館は南京事件に関する写真の提供を受けている[207]。